# Eufriesea simillima
Eufriesea simillima är en biart som först beskrevs av Jesus Santiago Moure och Michener 1965.  Eufriesea simillima ingår i släktet Eufriesea, tribus orkidébin, och familjen långtungebin. Inga underarter finns listade.